# Karin Fossum
Karin Fossum (Sandefjord, 6 de noviembre de 1954) es una escritora noruega de género policiaco, conocida como "La reina noruega del crimen."
Comenzó publicando un poemario con 20 años y ha recibido varios premios literarios. Son muy conocidas sus novelas del inspector Sejer y sus libros se han traducido a más de 16 idiomas. 

### Inspector Sejer
(con Inspector Jakob Skarre):
- 1995 - Evas øye (El ojo de Eva)
- 1996 - Se deg ikke tilbake! (No mires atrás)
- 1997 - Den som frykter ulven (Quién teme al lobo)
- 1998 - Djevelen holder lyset (La luz del diablo)
- 2000 - Elskede Poona (Una mujer en tu camino)
- 2002 - Svarte sekunder (Segundos negros)
- 2004 - Drapet på Harriet Krohn (El asesinato de Harriet Krohn)
- 2007 - Den som elsker noe annet (Al final de la orilla)
- 2008 - Den onde viljen (Mala voluntad)
- 2009 - Varsleren (Presagios)

### Otras novelas
- 1992 - I et annet lys
- 1994 - Søylen
- 1999 - De gales hus
- 2002 - Jonas Eckel
- 2003 - Natt til fjerde november
- 2006 - Brudd

## Premios
- 1974, Tarjei Vesaas' debutantpris, por Kanskje i morgen
- 1966, Premio Riverton, por Se deg ikke tilbake
- 1997, Glass Key award, por Den som frykter ulven
- 1997, Bokhandlerprisen, por Den som frykter ulven
- 2000, Brageprisen, por Elskede Poona
- 2002, Martin Beck, por Svarte sekunder
- 2003, Cappelen
- The Gumshoe Awards por Når djevelen holder lyset
- Los Angeles Times Book Prize por Elskede Poona